# Eidgenössische Soziale Arbeiterpartei
Die Eidgenössische Soziale Arbeiterpartei (ESAP) war eine politische Partei in der Schweiz, die der Frontenbewegung angehörte.

## Geschichte
Am 1. Juni 1936 spalteten sich Mitglieder der Nationalen Front unter der Führung von Ernst Hofmann ab und gründeten die ESAP. Im Juli 1938 traten die Mitglieder der Eidgenössischen Sozialen Volksbewegung der ESAP bei. 1938 forderte der schweizerische Nationalrat ein Verbot der ESAP.
Bei einer Hausdurchsuchung bei den Führern der ESAP am 10. November 1938 stellte die Bundespolizei fest, dass sich die ESAP zu einem bedeutenden Teil aus Spenden von schweizerischen Grosskonzernen finanzierte. Zu den Geldgebern der ESAP gehörten Nestlé, Sandoz, Geigy, Bally, INGA, die Winterthur Group, die Schweizerische Rückversicherung (heute SwissRe) und Oskar Sulzer, der Leiter des Rechtsdienstes der Sulzer AG.
Am 25. November 1938 verboten die schweizerischen Bundesbehörden die Zeitung der ESAP, das Schweizervolk. 1940 schlossen sich die ESAP und der noch extremere Bund treuer Eidgenossen nationalsozialistischer Weltanschauung (BTE) zur Nationalen Bewegung der Schweiz (NBS) zusammen. Diese wurde am 19. November 1940 vom Bundesrat verboten.

## Politische Ausrichtung
Die ESAP war deutschlandtreu und übernahm die völkische Ideologie der NSDAP. Ziel war es, die Schweiz in einen nationalsozialistischen Staat umzuwandeln.